# Flora Wiechmann Savioli
Flora Wiechmann Savioli (Firenze, 27 maggio 1917 – Firenze, 13 aprile 2011) è stata un'artista italiana, pittrice, creatrice di gioielli, opere grafiche, scrittrice.

## Biografia
Flora Wiechmann nasce a Firenze, figlia di genitori valdesi, cresce in un ambiente culturale vivace e aperto. Dopo il diploma di scuola magistrale, si iscrive alla Facoltà di lingue che poi abbandona per trasferirsi all'estero. Al suo ritorno a Firenze, nel 1949, incontra Leonardo Savioli, architetto ed artista egli stesso, che sposerà nel 1950. Questa unione costituisce il terreno su cui si sviluppa l'opera artistica di Flora Wiechmann. Nel 1958 inizia a disegnare e creare gioielli, realizzati con metalli non preziosi, con tecniche particolari, senza saldatura, nella convinzione che sia l'equilibrio di forma, peso e colore che crea la bellezza di un oggetto. Caratteristica essenziale di questi manufatti sono la struttura e la composizione; i materiali usati sono l'argento, il bronzo, l'ottone e semplici metalli, intrecciati fra loro anche con quarzi e cristalli allo stato naturale. Queste opere sono definite da Lara Vinca Masini "l'esempio più straordinario di gioielli d'autore". Alcuni gioielli furono acquistati da Peggy Guggenheim.
Alla fine degli anni '60 si dedica alla pittura, alla grafica con disegni stilizzati, a dipinti astratti e a forme artistiche diverse: composizioni di materiali naturali e artificiali come fiori secchi, legno, pietre, vetro, carta. Segue una fase in cui predilige il colore e crea I Grembiuli, tele colme di pennellate, quasi a riprodurre gli stracci in cui Leonardo Savioli ripuliva i pennelli nella sua attività di pittore.
Produce 21 piccoli libri, pezzi unici che costituiscono veri e propri “libri d'artista" in cui figurano disegni ispirati ad opere di artisti famosi. La sua creatività si esprime anche nella scrittura: é autrice dell'edizione, realizzata con procedimento fotografico, di pensieri e ricordi della sua vita di artista.
Nel corso degli anni dona sue opere a musei ed istituzioni pubbliche fiorentine. Nel 1997 lascia 10 dei suoi disegni al Gabinetto Disegni e Stampe degli Uffizi; in seguito dona al Museo del Costume, e al Museo degli Argenti in Palazzo Pitti Firenze la maggior parte dei suoi gioielli, alcuni abiti da lei disegnati e confezionati e disegni astratti. Nel 1995, in occasione della mostra dedicata a Leonardo Savioli dall'Archivio di Stato di Firenze crea il gioiello Omaggio a Leonardo e pubblica nel catalogo della mostra una scelta di scritti del marito, preceduta da un suo ricordo.
Dopo la morte del marito, avvenuta nel 1982, apre al pubblico interessato la loro casa e lo studio di fronte alla Certosa del Galluzzo (la casa studio Savioli in via delle Romite) e nel 2008 dona alla Regione Toscana lo Studio, con le opere d'arte e i libri in esso contenuti. Muore a Firenze il 13 aprile 2011.

## Mostre
- Mostra del gioiello moderno, Atelier del Gruppo Enne, Padova, 1960
- International Exhibition of Modern Jewellery (1890/1961), Goldsmith's Hall, Londra, 1961
- Scmuck und Gearät, Monaco, 1960-1964
- Gioielli di Flora Savioli Wiechmann, Galleria La Strozzina, Firenze, 1963
- Triennale di Milano: 1961, 1964, 1968
- Flora Wiechmann, Casa della cultura di Livorno, 1966[3]
- Biennale Internazionale del gioiello d'arte, Club Nautico, Massa Carrara, 1970
- Aurea 72, Firenze, Palazzo Strozzi, Firenze, 1972
- Progettare con l'oro, Palazzo Strozzi, Firenze, 1979-1980
- Il materiale delle arti, Castello Sforzesco, Milano, 1981
- Leonardo Savioli e Flora Wiechmann Savioli, Cankarjev Dom, Lubiana, 1996-1997
- L'arte del gioiello e il gioiello d'artista dal '900 ad oggi, Palazzo Pitti, Museo degli argenti, Firenze, 2001

## Opere letterarie
- Le nostre storie dalle mie memorie, Firenze, 1999 (stampato in 300 copie con procedimento fotografico dal manoscritto).

## Archivio personale
Le sue carte, lettere e disegni sono conservati dal 1998 presso l'Archivio di Stato di Firenze